# Ludwig Franzisket
Ludwig “Zirkus” Franzisket (Düsseldorf, 26 de junho de 1917 — Münster, 23 de novembro de 1988) foi um piloto alemão durante a Segunda Guerra Mundial tendo atingido um total de 43 vitórias aéreas confirmadas.

## História
Franzisket iniciou a sua carreira militar na JG 26 no ano de 1938 como Fähnrich após este ter completado o seu curso de piloto de caça. No dia 1 de Agosto de 1939, ele foi transferido para a 1./JG 1.
No início da Segunda Guerra Mundial ele participou da invasão da Polônia, os Países Baixos e a França.
Em 11 de Maio de 1940, Franzisket conseguiu obter as suas duas primeiras vitórias aéreas (um Morane 406 e um Gladiator). Ele acabou encerrando a sua participação na Campanha Francesa com um saldo de 9 Vitórias, entre elas estavam incluídas dois bombardeiros Franceses Bi-motores French LeO 451 abatidos perto de Nesle em uma única missão e um Morane, caça francês abatido perto de Roye.
Em 9 de Julho, o 1./JG 1 foi redesignado 7./JG 27. Em 1 de Outubro de 1940, Franzisket foi transferido como Adjutant do I./JG 27 sendo condecorado com o Troféu de Honra da Luftwaffe no dia 20 de Outubro de 1940. Na primavera de 1941, o I./JG 27 foi deslocado para o Norte da África. Franzisket tinha naquela altura 14 vitórias creditadas a ele.
Em 14 de Junho, Franzisket avistou um avião da RAF o Maryland (bombardeiro bimotor) escoltado por um Hurricane e acabou abatendo a aeronave. O Hurricane era pilotado por um Ás Sul Africano Capitão Ken Driver (10 destruídos e 1 danificado) do 1 Sqn, SAAF, que acabou se tornando prisioneiro de guerra ao saltar de seu avião e ser capturado.
Oberleutnant Franzisket foi condecorado com a Cruz de Ferro (Ritterkreuz) em 23 de Julho pelas suas 22 vitórias em 204 missões. Franzisket foi apontado Staffelkapitän do 1./JG 27 em 6 de Dezembro de 1941. No dia 25 de Dezembro, Franzisket acabou se ferindo em ação quando o seu Bf 109 F-4trop foi danificado pelos disparos de um flak a 40 km do sul da Agedabia.
Em 11 de Abril de 1942 ele abateu um P-40 chegando a 30 vitórias. Em 29 de Outubro de 1942, Franzisket foi abatido num combate aéreo com um Spitfire da RAF. Ele conseguiu sair de seu Bf 109 G-2trop (W.Nr. 10616) mas acabou quebrando a perna ao ser atingido pelo leme de seu avião.
Quando o I./JG 27 foi retirado do Norte da África no final de 1942, Franzisket tinha conquistado 39 vitórias. Em 1 de Julho de 1943, Franzisket liderou o 1./Ergänzungs-Jagdgruppe Süd. Ele frequentou um curso de treinamento de líderes em 15 de Julho sendo após apontado Gruppenkommandeur of I./JG 27 e passou a atuar na defesa do Reich (em alemão: Reichsverteidigung).
Em 14 de Outubro ele abateu dois bombardeiros quadrimotores B-17 da USAAF de formações que atacavam Schweinfurt. Em 12 de Maio de 1944, num combate aéreo contra bombardeiros quadrimotores sobre Bad Orb, o seu Bf 109 G-6/U4 (W.Nr. 441097) foi atingido pelo fogo inimigo e acabou sendo gravemente ferido e apesar dos ferimentos conseguiu saltar de seu avião.
Após se recuperar, Franzisket liderou uma escola preparatória para líderes em Königsberg, Neumark a partir de 1 de Outubro de 1944. Mesmo assim ele ainda abateu dois B-17 em 6 de Outubro. Em 15 de Dezembro de 1944, Franzisket entrou para o Geschwaderstab da Jagdgeschwader 27. Ele foi apontado Kommodore desta unidade em 30 de Dezembro de 1944, liderando esta até o final da guerra.
Franzisket veio a falecer em 23 de Novembro de 1988 em Münster. “Zirkus” Franzisket obteve um total de 43 vitórias em pouco mais de 500 missões, sendo que todas as suas vitórias foram no fronte ocidental onde conseguiu abater quatro bombardeiros quadrimotores.

## Sumário da carreira

### Condecorações
- Cruz de Ferro (1939)
  - 2ª classe (11 de maio de 1940)
  - 1ª classe (8 de junho de 1940)
- Troféu de Honra da Luftwaffe (20 de outubro de 1940)[3]
- Cruz de Cavaleiro da Cruz de Ferro (20 de julho de 1941) como Oberleutnant e ajudante no I./JG 27[4][Nota 1]
- Cruz Germânica em Ouro (12 de janeiro de 1943)[6]